# Máscara kanaga

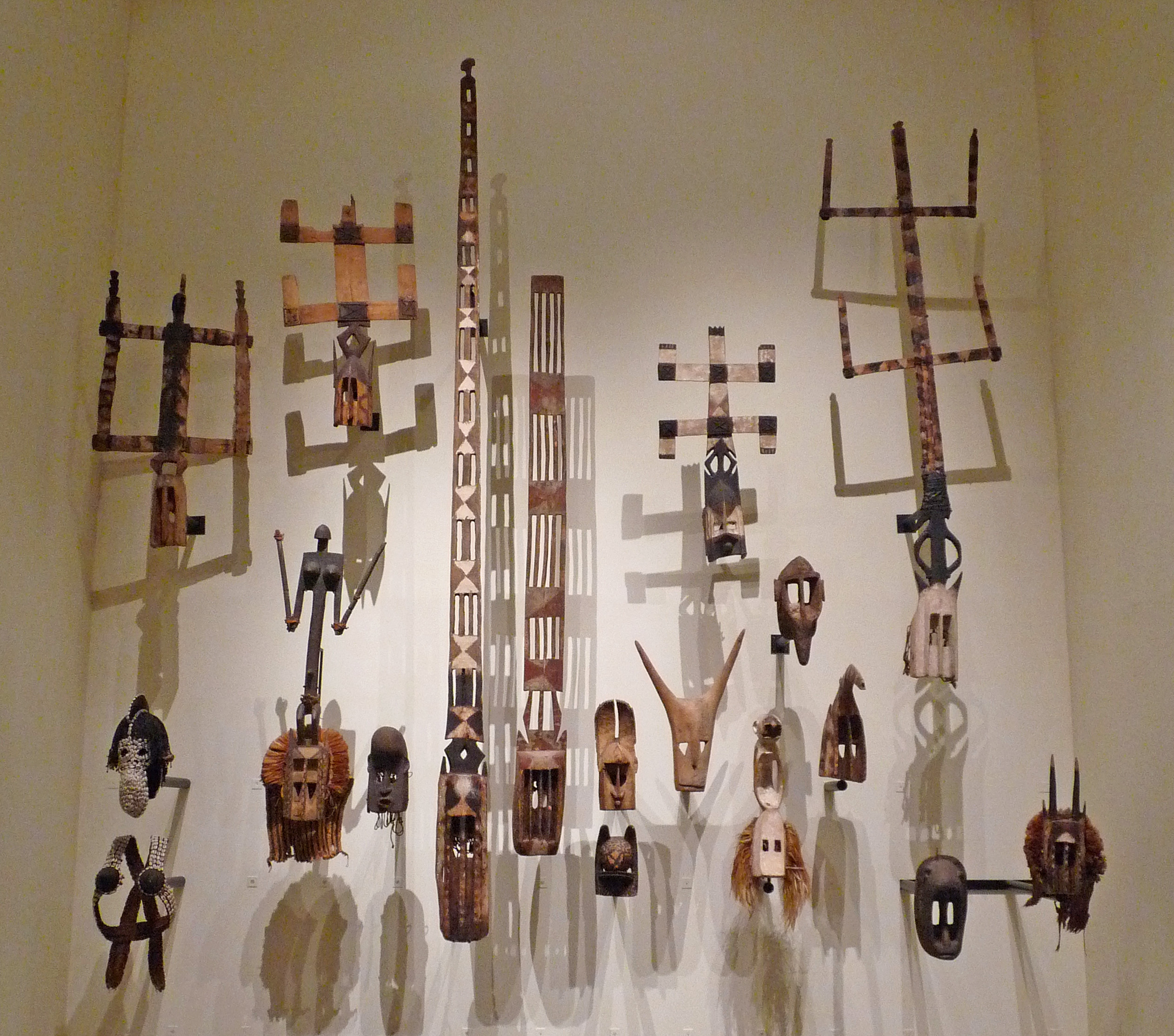
Máscaras kanaga (parte superior) en el Museo del muelle Branly - Jacques Chirac

La máscara kanaga es una máscara facial de los dogón (Malí), utilizada tradicionalmente por miembros de la sociedad Awa, especialmente durante las ceremonias de la ceremonia de la muerte de la dama (ceremonias de luto).

## Simbólico

Bandera del Sudán francés y de la República Sudanesa (actual Malí).

Bandera de la Federación de Malí.

La máscara de Kanaga evoca al Dios creador Amma. Presenta una forma de cruz doble, que recuerda a los iniciados los episodios de la creación del mundo durante las ceremonias fúnebres, donde es utilizado por los miembros de la sociedad Awa. El público general no iniciado tiende a ver varios temas animales: el kommolo tebu (un pájaro), el lagarto, la iguana, el baramkamza dullogu (un chinche de agua), o la mano de Dios o el espíritu femenino de los árboles (gyinu ya).

## Usovexilológico
Una versión simplificada de la máscara aparece en la bandera del Sudán francés (1892-1958) y la efímera República Sudanesa (1958-1959). Además de la Federación de Malí (1959-1960), que ocupó los territorios de Senegal y la República Sudanesa.

## Galería

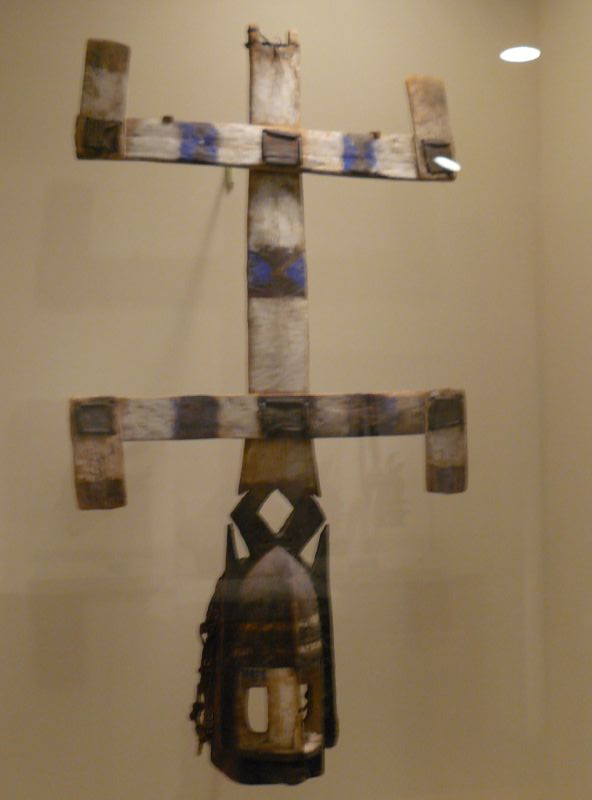
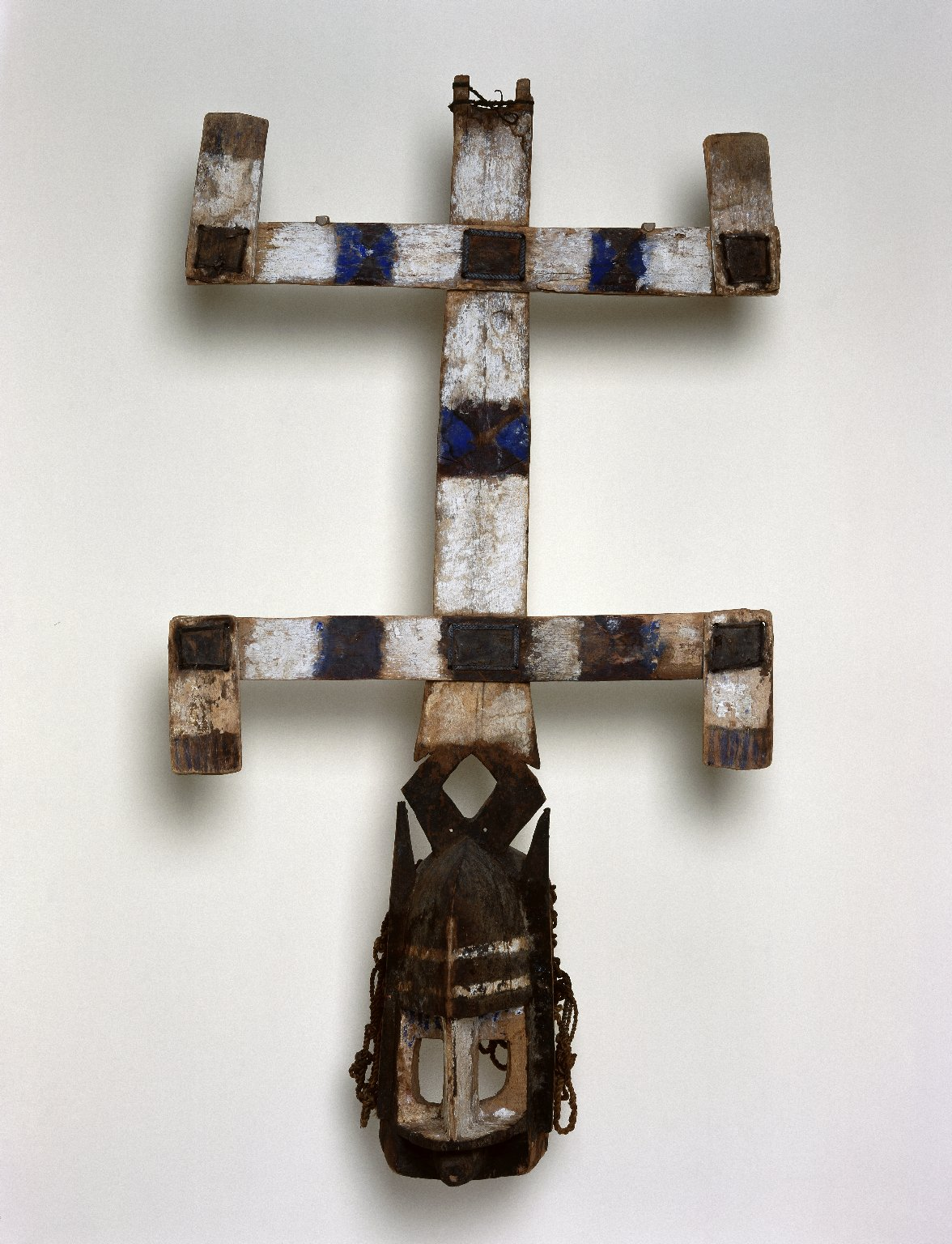
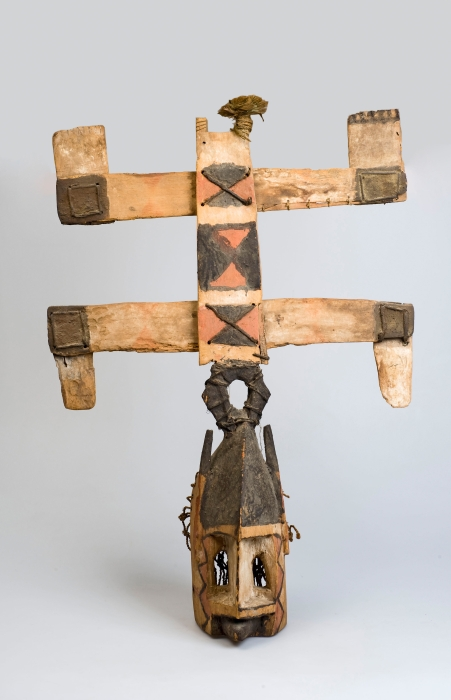
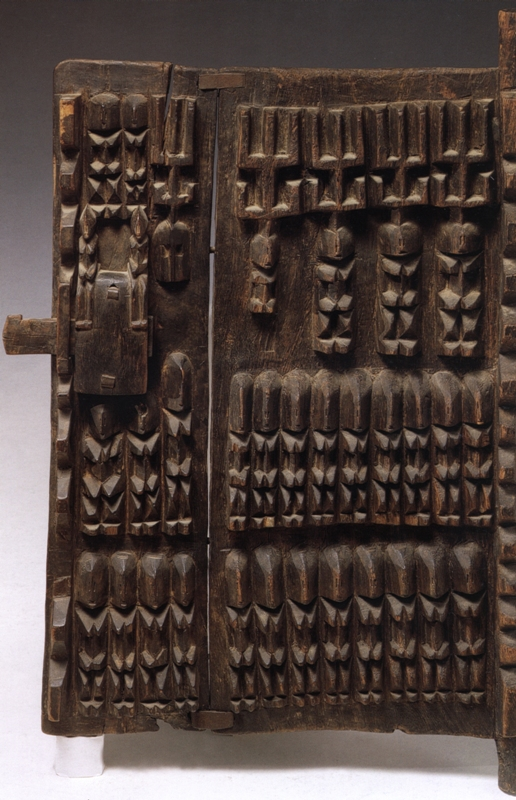